# 昌邑乡
昌邑乡是中华人民共和国江西省南昌市新建区下辖的一个乡镇级行政单位。

## 行政区划
昌邑乡下辖以下地区：
窑头街社区、昌良街社区、伍喻村、昌南村、团结村、游塘村、窑河村、窑西村、高周村、良门村、坪门村、曹会村、昌北村、上河口分场生活区和草湖分场生活区。